# Szelma
Szelma – debiutancki nielegal polskiego rapera Tymona nagrany we współpracy z producentem Magierą. Wydany w 1999 roku.
Pochodzący z albumu utwór pt. „Ooops! wpadka” znalazł się na 96. miejscu listy 120 najważniejszych polskich utworów hip-hopowych według serwisu T-Mobile Music.

## Lista utworów
1. „Biuro podróży” – 3:38
2. „Dzień na wyścigach” – 3:40
3. „Kiedyś przyjdą takie dni” – 4:52
4. „Miejski szyk” – 4:13
5. „Muzyczne wspomnienia” – 5:10
6. „Ooops! wpadka” – 3:44
7. „Pianista” – 3:18
8. „Siedząc w lokacjach” – 4:38
9. „Ssij pałę” – 5:05
10. „Stoję (przy mikrofonie)” – 3:18
11. „To więcej (moje 7–1)” – 4:58
12. „Tyle snów” – 5:30
13. „Tyle snów 1 (original)” – 2:41
14. „Tyle słońca (w całym mieście)” – 4:39
15. „Ucz się ucz” – 2:45
16. „Wszyscy” – 4:04